# Droit pénal musulman
Le droit pénal musulman est fondé sur la charia. Peu appliqué lors de la colonisation, au cours de laquelle le droit européen a souvent été imposé, il effectue un retour en force dans certains États à dominante musulmane à la faveur de l'islamisme (par exemple au Soudan, qui a rétabli l'amputation pour vol). Une douzaine de pays, aujourd'hui, ont promulgué des codes pénaux fondés sur l'islam, dont l'Afghanistan (Code pénal de 1976), le Bruneï (CP 2014), l'Iran (CP 1991, réformé en 1996 et 2013), le Koweït (1960, 1970), la Libye (1953, 1973, 2002), les Maldives (1961, 2014), Oman (1974), le Pakistan (1860, modifié par les ordonnances Hudood de 1979), le Qatar (1971, 2004), le Soudan (2003), les Émirats arabes unis (1987), le Yemen (1994), ainsi que certaines provinces de Malaisie (le Kelantan en 1993), du Nigeria (une dizaine de provinces) et d'Indonésie (Aceh 2009, réformé en  2014). Bien que le droit musulman ne se restreigne nullement au droit pénal, celui-ci est souvent le plus connu en raison de la sévérité de certains châtiments.

## Catégories d'infractions
La charia distingue plusieurs catégories d’infractions et de peines associées :
- Les crimes qui relèvent du « droit de Dieu », et se distinguent en deux catégories[2] :
  - Les crimes qui peuvent donner lieu à une vengeance, selon l'équivalent de la loi du talion (qisas);
  - Les hudud, qui sont des « peines fixes » définies par le Coran;
- Les infractions moins graves ou non évoquées dans le Coran qui relèvent de la « discrétion »[2] (tazir) du prince.

En raison de la sévérité des peines prescrites (hudud), les juristes musulmans avaient souvent tendance, à l'exception notable de l'école littéraliste zahirite (présente au IXe et Xe siècle en Irak, puis au XIe siècle en Espagne), à appliquer un critère de doute (shubha (en)) permettant de moduler la peine voire de ne pas l'appliquer (en jetant un doute sur le responsable du crime ou encore sur la qualification juridique du fait puni). Ainsi, l'application de la sharia était en fait plus flexible que ce que les textes écrits semblaient préconiser . Les codes pénaux promulgués au XXe siècle ne prennent toutefois pas en compte ce canon du shubha, le législateur s'étant le plus souvent référé aux sources écrites les plus anciennes du droit musulman, contrairement à la pratique juridique médiévale  - à l'exception notable de la réforme de 2013 du Code pénal iranien, qui intègre ce canon (art. 120 et 121) . Ce canon est toutefois parfois invoqué par les juges ou/et les avocats (ainsi, par exemple en 2002 au Nigeria pour défendre Amina Lawal, l'avocat s'appuyant à la fois sur ce canon et sur le cas de Māʿiz illustré dans le Coran pour casser, avec succès la sentence).
Enfin, il existe une quatrième catégorie de peines, relevant du fait du prince et visant non pas à punir une personne pour ce qu'elle a fait, mais a préserver l'intérêt général ou/et à protéger la société contre des personnes présentant un caractère de menaces sur l'ordre public (fitna) . Ces peines relèvent de la siyasa, et consistaient souvent soit à l'emprisonnement à vie, soit au bannissement permanent, ou encore à la peine capitale - sous l'Empire ottoman, le terme de siyasa était devenu synonyme de peine capitale . Ces peines sont justifiées en vertu du précédent qui eût lieu sous le calife Omar (634-644), qui exila un certain Nasr b. Hajjaj parce que celui-ci était trop beau, et menaçait ainsi toutes les femmes de la ville par sa tentation, bien qu'il n'ait rien fait de répréhensible .

## Talion(qisas) et dédommagement (diya)
La qisas peut s'appliquer aux homicides et aux blessures volontaires . Elle peut être remplacée par la diyya, compensation financière ou « prix du sang », selon les conseils mêmes du Coran . Il y a ainsi « une volonté de substituer à la vengeance privée (quand cela est accepté ou acceptable) l'indemnisation des victimes » , la doctrine spécifiant les conditions permettant cette substitution (possible même en cas d'homicide ). Le montant de la compensation, qui ne peut jamais être strictement équivalente au dommage fait, varie en fonction du sexe et de la religion .
De telles dispositions étaient détaillées dans la Charte d'Ajarif (1405) utilisées par les Berbères de l'Anti-Atlas . Celle-ci accolait à la diya la grossesse, el'hamel . En effet, selon les coutumes des Bédouins d'Égypte, outre la diya, la tribu dont un membre avait commis le dommage devait aussi assurer la naissance d'un enfant mâle dans le groupe adverse, afin de compenser la perte d'un individu . Le meurtrier devait alors prêter sa femme, sa sœur ou sa fille au plus proche parent de la victime, afin qu'elle puisse mettre au monde un fils et rétablir l'équilibre des puissances tribales . Cette disposition disparut des chartes plus récentes de l'Anti-Atlas (dès le XVIe siècle au moins) ; on y substitua le bannissement du meurtrier, mesure qui resta en vigueur jusqu'à l'imposition des lois françaises aux tribus de l'Anti-Atlas, en 1934 .
Certains auteurs contemporains (Ali Kazemi-Rached ) ont vu dans la diya une possibilité de théoriser le préjudice moral .

### Hudud
Les hudud (littéralement « limites ») comprennent les incriminations et les peines définies par le Coran qui ne peuvent être remises en cause par les juges ; ces crimes sont considérés comme étant commis contre Dieu lui-même ,. Les islamistes sont ceux qui défendent le plus l'instauration dans le droit positif de ce type de peines  (et c'est populairement ce qu'on l'entend souvent, mais à tort, par « rétablissement de la charia »).
Il y a sept peines de ce type  :
- les relations sexuelles hors mariage, appelée zina الـزنا
- la fausse imputation de cette infraction, appelée القـذف بالزنا
- la consommation de vin*, appelée شـرب الخـمر
- le vol, appelé السـرقـة
- le banditisme, appelé الحـرابة
- l’apostasie, appelée الـردة
- la rébellion, appelée ﺍﻟﻌصـﻴﺎﻥ

### Taʿzīr
Les peines et infractions de la catégorie des taʿzīr ( التـعـزيـر : correction) sont des peines discrétionnaires (déterminées par les pouvoirs publics et prononcées par le juge) qui, par définition, varient selon les circonstances. Elles ne sont fixées ni dans le temps, ni dans l’espace. Ces peines varient selon l'évaluation par le juge de la gravité du crime et les dispositions du criminel. Les sanctions vont du sermon ou de l’admonestation verbale à la peine de mort pour atteinte aux droits divins ou individuels, mise en cause de la paix sociale ou de la sécurité des individus. Hormis le fouet, aucun châtiment corporel ne peut être donné dans le cadre des taʿzīr  (à l'exception, pour les malékites, de l'amputation de la main droite en cas de contrefaçon de documents ).
En pratique, en raison du doute (shubha (en)) souvent émis sur des crimes relevant des hudud, les peines taʿzīr étaient de loin les plus fréquentes .
Les juristes ont souvent essayé d'imposer des limites à la discrétion des qadi . Ainsi, selon les juristes, le nombre de coups de fouet maximum varie entre 10 (pour certains chafistes et hanbalites ) et 39 (selon Abu Hanifa, 699-767 ) voire 79 (Abu Yusuf, 731-798) .

### Qissas
La catégorie du Qissas (ﺍﻟﻘـﺼـﺎﺺ) est autonome par rapport aux deux précédentes et seraient selon Jacques El Hakim une survivance de la vengeance privée muée en talion. Cette catégorie est utilisée en matière de meurtre ou de lésions corporelles. Dans ces cas, la victime ou ses héritiers peuvent choisir d’exercer le talion ou de percevoir une indemnité (appelée diya pour le meurtre et arche pour les lésions corporelles). L’exercice du talion ou la perception de l’indemnité n’exclut pas une correction (taʿzīr) qui serait apportée par les pouvoirs publics en cas d’infraction volontaire.

## Peines
Le Coran définit la peine applicable à chaque hadd, et la Sunnah a édicté les règles pour les autres infractions dont la peine n’était pas prévue par le Coran. Les peines coraniques sont généralement exécutées en public en voilant les parties impudiques du corps. Ces peines sont décrites dans les sections suivantes, en se basant principalement sur les travaux de Jacques El Hakim, professeur agrégé à la Faculté de Droit de Damas .

### Fouet
La peine du fouet est prévue pour les rapports sexuels hors mariage, la fausse imputation, la consommation d’alcool et d’autres infractions de la catégorie des corrections.
Les juristes prévoient des peines différentes selon les madhhabs. Selon un hadith rapporté par abû burda al-Ansârî , Mahomet interdit de dépasser 10 coups de fouet, quand la peine à infliger n'est pas définie dans le Coran ou la Sunna. Le Coran prescrit 100 coups de fouet pour les rapports sexuels hors mariage. Les malékites autorisent pourtant de dépasser les 100 coups, alors que les autres écoles posent ce nombre comme une limite à ne pas dépasser. Il est de quatre-vingts coups pour la fausse imputation et quarante à quatre-vingts coups pour la consommation d’alcool. Le nombre de coups varie ainsi entre 10 et 100.

### Amputation et crucifiement (vol à main armée)
En s'appuyant sur la sourate 5, 33 du Coran  les juristes prescrivent trois peines fixes possibles pour le vol à main armée (ou banditisme): la peine capitale, l'amputation croisée (une main et le pied opposé) ou le bannissement .
Le chiisme considère ainsi que l'État (le prince ou le juge) peut fixer l'une de ces peines, selon sa discrétion .
L'école malékite fixe des peines planchers, en fonction de la gravité du crime: le bannissement s'il y a eu assaut mais que le vol n'a pas été effectué; l'amputation croisée s'il y a bien eu vol; et la crucifixion ou la peine capitale s'il y a eu, en sus, homicide .
Les autres écoles affirment des correspondances strictes entre les peines et la nature du vol à main armée (le juge ne peut aller au-delà de la peine plancher) . Ainsi, le bannissement s'il n'y a pas eu vol (certains considèrent que l'emprisonnement jusqu'à la repentance (en) du coupable est suffisante ); l'amputation croisée s'il y a vol d'un bien ayant une valeur minimale (nisab) ou, selon certains chaféistes et malékites, s'il y a eu viol ou agression sexuelle ; la peine capitale s'il y a eu mort d'homme (mais pas de vol)  et enfin la crucifixion pour un vol à main armée ayant entraîné la mort . Les hanafites considèrent toutefois que dans ce dernier cas, le chef de l'État peut imposer la simple amputation des deux mains plutôt que la peine capitale associée à la crucifixion . Enfin, ces peines strictes ne sont pas appliquées si la victime est proche du coupable .
Selon certains juristes qui dissocient la crucifixion de la peine capitale, le supplicié (crucifié) peut recevoir aliments et boissons et doit être détaché au bout du troisième jour.
Cette peine peut également être prononcée à la suite d’une infraction de la catégorie des taʿzīr, sans être suivie d’une exécution.

### Peine de mort
La peine de mort est prévue en cas d’apostasie  (correspondant à un abandon de la religion musulmane par un musulman, notamment par l'associationnisme), de rébellion, d’insurrection, d'assassinat ou, parfois, d'adultère.

### Peines de la correction
Les peines de la correction sont laissées à l’appréciation du juge. Il peut donc choisir la plus appropriée parmi celles citées ci-dessus et d’autres en fonction des circonstances, de la gravité de l’infraction et de la personnalité de l’auteur. Le juge pourra choisir l’emprisonnement, les amendes ou encore les peines morales. Les peines morales sont l’admonestation (ﺍﻟﻮﻋـﻆ) , la réprimande (ﺍﻟﺘـﻮﺑﻴﺦ ), la menace (d’une peine) (ﺍﻟﺘـهـﺪﻳﺪ ) ou l’exposition de l’auteur. Ces peines n'étant pas définies dans le Coran et la Sunna, les juges sont en droit de trouver des peines plus adoucies.

## Sanctions spécifiques
La sexualité hors mariage est considérée comme zināʾ (en) et condamnée par une peine stricte (hudud). Le terme zināʾ peut recouvrir à la fois l'adultère et la simple fornication, ou encore les actes d'homosexualité. Les peines varient entre le bannissement pendant un an, de 50 à 100 coups de fouets, voire la lapidation . Les critères de preuve sont toutefois très stricts (il faut, pour les peines les plus graves, quatre témoins distincts et quatre aveux réitérés lors de séances de justice différentes ), conduisant ces peines à avoir été très rarement appliquées avant le XXe siècle ; et ce, d'autant plus que le faux témoignage (qadhf) est lui aussi sévèrement châtié (les juristes s'appuient sur la sourate 24, 4, laquelle prescrit 80 coups de fouet) . Une compensation monétaire (équivalent à la dot qui aurait été versée) est souvent versée .

### Adultère
L’adultère en islam pour la femme est le fait d’avoir des relations sexuelles avec une personne autre que son conjoint.
Pour l’homme, c'est le fait d’avoir des relations sexuelles avec une personne autre que sa (ses) conjointe(s).
Le châtiment est le bannissement d'un an . Dans des conditions strictes, il peut être plutôt soit le fouet (de 50 à 100 coups), suivi d'un bannissement d'un an , soit la lapidation . Le Coran (sourate 24, 2) n'évoque que le fouet , la lapidation reposant sur des hadith. Pour que ces deux dernières peines soient appliquées , il faut que quatre témoins puissent témoigner qu'il y a effectivement eu une pénétration sexuelle et, selon la plupart des écoles , qu'il y ait aveu, à quatre reprises distinctes ,. Dans le dernier cas de situation, la peine n'est pas appliquée sur la seconde personne si celle-là nie l'acte.
Selon l'école chaféite, si le condamné ayant témoigné lui-même de son acte  tente de s'évader pendant la lapidation il faut le laisser s'évader, en vertu du hadith de Mâiz.

### Fornication
La fornication en islam désigne le fait qu'il y ait un rapport sexuel entre deux célibataires de sexe opposé, le châtiment est la flagellation en public si quatre témoins peuvent témoigner qu'il y a bien eu pénétration sexuelle et s’il y a aveu à quatre reprises . Dans le dernier cas de situation, la peine n'est pas appliquée sur la seconde personne si celle-là nie l'acte.

### Relations homosexuelles
Les hommes qui ont des relations homosexuelles (sodomie) sont punis voire exécutés. Les femmes ne sont pas exécutées (car il n’y a pas de pénétration sexuelle) mais doivent être punies[réf. nécessaire].
Il y a des divergences importantes sur la peine à appliquer aux individus ayant eu un rapport homosexuel. Cela va de cent coups de fouet,, en passant par la lapidation,, à la projection dans le vide à partir du plus haut lieu de la ville. Cette dernière peine figure dans les ouvrages de jurisprudence, mais bien que certains prétendent qu'il n'existe aucun cas connu d'application de cette dernière peine les sbires de l'état islamique (EI, ISIS, ISIL) la pratiquent et en ont diffusé des images et des films par leurs canaux de propagande.

### Apostasie
L'apostat, celui qui renonce à sa foi musulmane, est puni de mort selon toutes les écoles de jurisprudence [réf. nécessaire]. Cependant selon le rite hanafite la femme qui apostasie n'est pas exécutée, mais emprisonnée jusqu'à ce qu'elle reprenne l'islam pour religion ou meure,.

### Blasphème
Celui qui blasphème est punissable. Il n'y a pas de canon à ce sujet, sauf s'il s'agit d'une accusation qui pourrait engendrer une condamnation à mort, dans ce cas le coupable est puni par cent coups de fouets,.

### Vol
Le cambriolage doit être puni par l’amputation de la main, mais pas le vol avec violence ni le vol à l’étalage (voir amputation et crucifiement). Pour qu'il y ait vol, il faut en effet plusieurs conditions strictes: que le vol ait été commis de façon cachée (au contraire d'un vol à l'étalage) ; qu'il ait porté sur un bien meuble ayant une valeur minimale (nisab) - l'école hanafite ne retient pas, en outre, la qualification de vol s'il s'agit d'un bien alimentaire ; que ce bien ne soit pas partiellement la propriété du «voleur» (un soldat prélevant sa part d'un butin de guerre avant qu'il ne soit partagé ne sera pas, ainsi, considéré comme ayant volé); qu'il ne lui ait pas été confié pour qu'il le garde; qu'il ait été pris dans un endroit gardé ou fermé à clé (hirz) .
Aicha[Qui ?] [réf. souhaitée] rapporte que Mahomet aurait dit que le vol de tout objet valant moins d'1/4 de dinar ne doit pas être puni . Aussi, si on vole un parent proche, la peine n’est pas exécutée .
- Peine selon les rites malékite et chaféite : au premier vol, on coupe la main droite, au deuxième le pied gauche, au troisième la main gauche et finalement le pied droit[41]. Si, malgré cela, le criminel est toujours capable de voler et qu’il vole, il doit être exécuté, selon un hadith [42] utilisé par ces rites, qui préfèrent ce hadith faible à un avis juridique (Ray'[Quoi ?] [réf. souhaitée]) personnel, en conformité avec les règles de leurs écoles respectives[41].
- Peine selon les rites hanafite et hanbalite : la main droite est coupée pour le premier vol, s'il y a un deuxième vol le pied gauche est coupé. S'il y a de nouveau vol, le hadith qui commande de couper les autres membres étant faible selon Tahawî (c. 845 - 853 à 935) et les règles du hadith, le coupable est emprisonné [43],[44].

### Alcool
- Il est interdit pour un musulman de boire, transporter, vendre, produire ou servir de l’alcool. Selon les rites, cette condamnation vient d'une extension de l'interdiction de consommer du vin (textuellement présente dans le Coran) à celle de toute boisson enivrante, via des hadiths[45] ; c'est la position du rite chaféite ; ou d'une simple conséquence logique du texte du Coran ; c'est également la position hanéfite [46].
- Celui qui boit, transporte, vend, produit ou sert de l’alcool est puni par 80 coups de fouets[47]. La flagellation pour ce crime ne se base pas sur un verset ni un hadith. C'est l'application des successeurs de Mahomet. En principe le nombre des coups de fouets ne peut pas dépasser 10 sauf s'il est basé sur une application de Mahomet, qui peut aller jusqu'à un maximum de cent coups de fouet. Mais ce cas-ci est considéré différemment selon la grande majorité des savants de par la pratique des successeurs directs de Mahomet[48].